# 无常 (伊斯兰教)
无常一词是回族的伊斯兰教用语，表示肉身的死亡，也有人称之为“毛提”（阿拉伯语：‎，mawt，有时也使用音近的汉语既有词“殁”）或“归真”。除回族外，撒拉族、东乡族、保安族也称其为“归真”或“归主”。因为伊斯兰教相信有来世，肉体的消失为人生的复命归真，而非生命终结，故忌“死亡”一词。
“无常”和“归真”这两种表示穆斯林死亡的说法借自佛教等其他宗教用语，后者更直接被赋予“归依真主”之意。